# Освета (ТВ серија из 2013)
Освета (тур. İntikam) турска је телевизијска серија, снимана од 2012. до 2014.
Представља римејк америчке серије Освета.
У Србији је 2017. емитована на кабловском каналу AXN Spin па касније емитована на Уни ТВ.

## Синопсис
Јамур је девојка доброг срца, која се преселила у један луксузни крај у Турској. Међутим, Јамур није она каквом се чини. Жељна је освете својим комшијама, које криви за смрт оца, због чега се као резултат тога 17 година није вратила на место догађаја. Променила је своје име, и сада је потпуно другачија жена. Спремила је савршен план да се приближи непријатељима и освети им се, али упознаће љубав и то ће утицати на њену освету...

## Сезоне
| Сезона | Сезона | Број епизода | Приказивање у Турској                     | Приказивање у Србији            |
| ------ | ------ | ------------ | ----------------------------------------- | ------------------------------- |
|        | 1      | 22 (1 — 22)  | 3. јануар 2013 — 6. јун 2013. ()          | 3. април 2017 — 2. мај 2017. () |
|        | 2      | 22 (23 — 44) | 12. септембар 2013 — 20. фебруар 2014. () | 3. мај 2017 — 2. јун 2017. ()   |

## Улоге
| Глумац:                    | Улога:         |
| -------------------------- | -------------- |
| Берен Сат                  | Јамур Озден    |
| Нежат Ишлер Јигит Озшенар  | Рузгар Денизџи |
| Мерт Фират                 | Емре Арсој     |
| Арзу Гамзе Килинч          | Шахика Арсој   |
| Зафер Алгоз                | Халдун Арсој   |
| Енгин Хепилери             | Хакан Ерен     |
| Езги Ејубоглу              | Џемре Арсој    |
| Дилшад Челеби Зејнеп Оздер | Асли Саглам    |
| Бурак Давутоглу            | Адил Челик     |
| Џан Сипај                  | Бариш Денизџи  |